# 克勞福德 (內布拉斯加州)
克勞福德（英語：Crawford）是位於美國內布拉斯加州道斯縣的城市。

## 人口
根據2020年美國人口普查的數據，克勞福德的面積為3.04平方千米，皆為陸地。當地共有人口840人，而人口密度為每平方千米276人。